# Challenge of the Super Friends
Challenge of the Super Friends är en amerikansk animerad TV-serie som handlar om en grupp superhjältar, och visades  i ABC mellan 9 september och 23 december TV-året 1978. Serien producerades av Hanna-Barbera Productions för Warner Bros. Television, och är baserad på Justice League och associerade seriefigurer som publicerats av DC Comics. Challenge of the Superfriends är den tredje säsongen av den tecknade serien Super Friends.

## Rollfigurer

### Super Friends/Justice League of America
Super Friends/Justice League of America utgörs av elva superhjältar. Dessa inkluderar:
| - Stålmannen - Batman - Robin - Wonder Woman - Aquaman - Blixten |  | - Gröna lyktan - Hawkman - Black Vulcan - Apache Chief - Samurai |

### Legion of Doom
Legion of Doom är en organisation bestående av tretton stora superskurkar som Super Friends ständigt kämpar mot. Dessa inkluderar:
| - Lex Luthor - Solomon Grundy - Sinestro - Black Manta - Cheetah - Giganta - Fågelskrämman |  | - Toyman - Gåtan - Bizarro - Brainiac - Captain Cold - Gorilla Grodd |

## Röster
- Jack Angel - Blixten, Hawkman, Samurai
- Marlene Aragon - Cheetah
- Lewis Bailey -
- Michael Bell - Gåtan, Zan, Gleek, fearianer (i "Invasion of the Fearians"), Romlock (i "Terror From the Phantom Zone"), unge Lex Luthor (i "History of Doom")
- Bill Callaway - Aquaman, Bizarro, Capricorn-barnet (i "Batman: Dead or Alive")
- Ted Cassidy - Brainiac, Black Manta, barlocker (i "Conquerors from the Future"), mannen som byter ut diamanter (i "Super Friends: Rest in Peace")
- Melanie Chartoff -
- Henry Corden - Dr. Varga ("Invasion of the Brain Creatures"), Torahna (i "The World Beneath the Ice")
- Danny Dark - Stålmannen, kommissarie James Gordon (i "Super Friends: Rest in Peace"), Stålpojken (i "History of Doom")
- Al Fann - unge Apache Chief (i "History of Doom")
- Shannon Farnon - Wonder Woman, Afrodite (i "Secret Origins of the Super Friends"), kejsarinna Zana (i "The World's Deadliest Game")
- Ruth Forman - Giganta
- Bob Hastings -
- Bob Holt -
- Buster Jones - Black Vulcan
- Stanley Jones - Lex Luthor, berättare, Caesar (i "The Time Trap"), den onde varelsen (i "Swamp of the Living Dead"), jätten (i "Fairy Tale of Doom"), Hull (i "Terror from the Phantom Zone"), Jonathan Kent (i "Secret Origins of the Super Friends"), Jor-El (i "Secret Origins of the Super Friends"), Lord Dar-Con (i "Demons of Exxor"), Sinbad (i "Sinbad and the Space Pirates")
- Casey Kasem - Robin, JLA-datorn, Coloradosoldat (i "Super Friends: Rest in Peace")
- Don Messick - Fågelskrämman, astronaut (i "Giants of Doom"), välvd stadsstyresman (i "Conquerors from the Future"), skräckgasad gorilla (i "Revenge on Gorilla City"), Vartoo (i "The Final Challenge")
- Vic Perrin - Sinestro
- Renny Roker -
- Stanley Ross - Gorilla Grodd, Nar-Tan (i "Doomsday")
- Dick Ryal - Captain Cold, Hall of Doom-datorn, Abin Sur (i "Secret Origins of the Super Friends"), kapten Nemos matros (i "Fairy Tale of Doom")
- Michael Rye - Gröna lyktan, Apache Chief, regionhärskare i yttre galaxen (i "Conquerors from the Future"), Solovar (i "Revenge on Gorilla City"), Rayno (i "History of Doom")
- Olan Soule - Batman, astronaut (i "The World's Deadliest Game"), Vull (i "Demons of Exxor")
- Jimmy Weldon - Solomon Grundy
- Frank Welker - Toyman, lilleputtfolk (i "Fairy Tale of Doom"), Mr. Mxyzptlk (i "The Rise and Fall of the Super Friends")
- Liberty Williams - Jayna

### Fotnoter
1. ↑  ”Challenge of the Super Friends” (på engelska). TV.com. http://www.tv.com/shows/challenge-of-the-superfriends/episodes/. Läst 20 december 2015.